# Trept
Trept település Franciaországban, Isère megyében. Lakosainak száma 2097 fő (2022. január 1.). Trept Dizimieu, Saint-Chef, Saint-Hilaire-de-Brens, Salagnon, Siccieu-Saint-Julien-et-Carisieu és Soleymieu községekkel határos.

## Népesség
A település népessége az elmúlt években az alábbi módon változott:
| Lakosok száma | 840  | 1039 | 1164 | 1688 | 1859 | 2024 | 2170 | 2212 | 2174 | 2097 |
|               | 1968 | 1982 | 1990 | 2006 | 2013 | 2015 | 2017 | 2019 | 2020 | 2022 |